# Roberto Olabe
Roberto Olabe (Vitoria, 20 ottobre 1967) è un dirigente sportivo, allenatore di calcio ed ex calciatore spagnolo.

## Palmarès

### Giocatore

#### Competizioni nazionali
- Segunda División B: 2

Salamanca: 1992-1993, 1993-1994